# Hypovertex transversalis
Hypovertex transversalis är en kvalsterart som först beskrevs av Balogh och Csiszár 1963.  Hypovertex transversalis ingår i släktet Hypovertex och familjen Scutoverticidae. Inga underarter finns listade i Catalogue of Life.